# 小行星2365
小行星2365（2365 Interkosmos）是一颗围绕太阳公转的小行星。1980年12月30日，茲丹卡·瓦弗洛娃在克萊季发现了此天体。
該小行星以國際太空人計劃命名。
这颗小行星的绝对星等为207.71031等。